# Perífrase
Em termos gerais, perífrase designa qualquer sintagma ou expressão idiomática mais desenvolvida (e mais ou menos óbvia ou direta) que substitui outra. Pode-se entender que perífrase consiste, portanto em especificar determinadas características, mais ou menos objetivas, do objeto que se quer nomear indiretamente.
O termo é mais utilizado para identificar uma figura de linguagem ou figura retórica que também substitui uma expressão curta e direta por outra mais extensa e carregada de maior ou menor simbolismo, estando, neste caso, intimamente relacionada com a antonomásia.
Seu uso pode justificar-se por diversas razões:
- Para evitar a repetição da mesma palavra na mesma frase o em frases próximas;
- Engrandecer um atributo (neste caso, ligada à hipérbole);
- Minimizar um atributo ("uma pessoa menos favorecida pela beleza" em vez de "pessoa feia" e, neste caso, ligada a eufemismo).

## Exemplos
Alguns exemplos do uso retórico:
- A última flor do Lácio, recurso estilístico usado por Olavo Bilac para referir-se à língua portuguesa;
- O cavaleiro da esperança, usado para Luís Carlos Prestes;
- O país do futebol, usado com referência ao Brasil ;
- A dama do teatro brasileiro, referente a Fernanda Montenegro ;
- O autor de Quincas Borba, representando Machado de Assis;
- Portadores do mal de Lázaro, em substituição a leprosos.

Um exemplo do processo perifrástico na língua portuguesa é a troca das formas verbais da segunda pessoa do singular na versão brasileira e das formas da segunda pessoa do plural em quase todas as variedades do português pelas formas da terceira pessoa que requerem o uso do pronome você no singular e vocês no plural.
| 2a pessoa do singular | A forma perifrástica |
| --- | --- |
| (tu) falas | você fala |
| O verbo está na segunda pessoa do singular, o que indica claramente que esta forma verbal refere-se ao interlocutor e que, portanto, o uso do pronome não é obrigatório. | O verbo está na terceira pessoa do singular, o que requer o uso do pronome para indicar que esta expressão refere-se ao interlocutor e não a uma pessoa que não está presente. Portanto, a forma "você + 3a pessoa do singular" é uma perífrase que se emprega comumente na versão brasileira do português para substituir as formas verbais da segunda pessoa do singular. |

| 2a pessoa do plural | A forma perifrástica |
| --- | --- |
| (vós) falais | vocês falam |
| O verbo está na segunda pessoa do plural, o que indica claramente que esta forma verbal refere-se a um grupo de interlocutores e que, portanto, o uso do pronome não é obrigatório. | O verbo está na terceira pessoa do plural, o que requer o uso do pronome para indicar que esta expressão refere-se a um grupo de interlocutores e não às pessoas que não estão presentes. Portanto, a forma "vocês + 3a pessoa do plural" é uma perífrase que se emprega para substituir as formas verbais da segunda pessoa do plural. |